# John Leguizamo
John Alberto Peláez Leguizamo (Colombian Spanish: AFI: [leɣiˈsamo]; Bogotá, 22 de julho de 1964) é um ator, dublador, comediante, produtor, dramaturgo e roteirista colombiano-americano. Ele ganhou destaque co-estrelando o filme de ação/ comédia Super Mario Bros (1993) como Luigi, e um papel coadjuvante no drama criminal O pagamento final (PT-Br) e Perseguido pelo Passado (PT-Pt) (1993), dirigido por Brian de Palma. Outros papéis notáveis incluem a preguiça Sid nos filmes de animação da Era do Gelo (2002-2016) e o papel de narrador da sitcom The Brothers García (2000-2004). A partir de 2009, ele apareceu em mais de 75 filmes, produziu mais de 10 filmes, estrelou na Broadway em várias produções (ganhando vários prêmios), fez mais de 12 aparições na televisão e produziu ou atuou em muitos outros programas de televisão.

## Biografia
Nascido em Bogotá, na Colômbia, Leguizamo e família emigraram para os Estados Unidos, indo morar no distrito do Queens, Nova York. Na Universidade de Nova York, foi aluno do lendário treinador Lee Strasberg deliberando por apenas um dia antes da liberação de Strasberg. o extrovertido Leguizamo começou a trabalhar com comédia em clubes de Nova York e apareceu pela primeira vez diante das câmeras em um episódio de Miami Vice (1984). Seu primeiro filme foi uma ponta em Mixed Blood (1985), e teve papéis menores em Casualties of War (1989) e Die Hard 2 (1990), antes de interpretar um ladrão de loja de bebidas que atira em Harrison Ford em Regarding Henry (1991). Sua carreira realmente começou a decolar após sua primeira atuação de destaque no filme independente Hangin' with the Homeboys (1991), como um adolescente nervoso do Bronx que sai para uma noite na iluminada Manhattan com seus amigos, diante da escolha de carreira entre ficar em um supermercado ou ir para a faculdade e descobrir que a garota que ele ama de longe não é quem ele pensava que era.
O ano de 1991 também foi memorável por outros motivos, pois ele subiu aos palcos com seu espetáculo Mambo Boca (1991) (TV), no qual interpretou sete personagens diferentes. O espetáculo espirituoso e incisivo foi um sucesso estrondoso e ganhou os prêmios Obie e Outer Circle Critics, sendo posteriormente filmado para a HBO, onde recebeu um prêmio CableACE. Ele retornou aos palcos dois anos depois com outra produção satírica que zombava de estereótipos de povos hispanófonos das Américas, intitulada Spic-O-Rama (1993) (TV). A produção foi exibida em Chicago e Nova York e ganhou o prêmio Drama Desk e quatro prêmios CableACE.
Em 1995, ele criou e estrelou a curta série de televisão House of Buggin' (1995), um programa com uma grande variedade de comediantes interpretando situações cotidianas. O programa recebeu duas indicações ao Emmy, e os críticos deram-lhe críticas positivas, mas foi cancelado após apenas uma temporada. Leguizamo também se manteve ocupado no cinema, com aparições importantes em Super Mario Bros. (1993). Em 1995, ele interpretou uma travesti ao lado de Patrick Swayze e Wesley Snipes no filme To Wong Foo, Thanks for Everything!, estrelado por Julie Newmar. A história girava em torno de três travestis (Swayze, Snipes e Leguizamo) que estavam viajando pelo interior dos Estados Unidos quando seu carro quebrou e eles ficaram presos em uma pequena cidade onde nada acontecia. Romeu + Julieta (1996), Spawn (1997) e The Pest (1997). Em 1998, estreou na Broadway em Freak (1998) (TV), um show solo "demi-semi-quase-pseudo-autobiográfico", filmado por Spike Lee para a HBO.
Utilizando seus talentos vocais, dublou um rato em Dr. Dolittle (1998) e teve papéis na versão de Spike Lee de Summer of Sam (1999), como um mulherengo culpado, além de interpretar o gênio da lâmpada em Mil e Uma Noites (2000) (TV) e Henri de Toulouse Lautrec em Moulin Rouge! (2001). Ele também dublou Sid na animação A Era do Gelo (2002), coestrelou com Arnold Schwarzenegger em Collateral Damage (2002) e dirigiu e estrelou o filme Undefeated (2003) (TV). Leguizamo estrelou o remake do sucesso de John Carpenter, Assalto à 13ª DP (2005), e Terra dos Mortos (2005), de John Romero. Em 2015, ele apareceu no videoclipe da música "What do you mean?", de Justin Bieber.

## Filmografia
- Casualties of War (Pecados de Guerra) (1989)
- Die Hard 2: Die Harder (Duro de Matar 2) (1990)
- Revenge (Vingança) (1990)
- Regarding Henry (Uma Segunda Chance) (1991)
- Hangin' with the Homeboys (1991)
- Whispers in the Dark (Gemidos de Prazer) (1992)
- Super Mario Bros. (Super Mario Bros.) (1993)
- Night Owl (1993)
- Carlito's Way (O Pagamento Final) (1993)
- Super Mario Bros. 2 (1995)
- A Pyromaniac's Love Story (1995)
- To Wong Foo, Thanks for Everything! Julie Newmar (1995)
- Executive Decision (Momento Crítico) (1996)
- The Fan (1996)
- Romeo + Juliet (Romeu e Julieta) (1996)
- The Pest (O Peste) (1997)
- Spawn (Spawn, o Soldado do Inferno) (1997)
- Frogs For Snakes (A Trupe dos Farsantes) (1998)
- Dr. Dolittle (Dr. Dolittle) (1998) (voz)
- Summer of Sam (O Verão de Sam) (1999)
- Arabian Nights (TV) (2000)
- Titan A.E. (Titan) (2000) (voz)
- King of the Jungle (2000)
- Moulin Rouge! (Moulin Rouge - Amor em Vermelho) (2001)
- What's The Worst That Could Happen? (O Que Mais Pode Acontecer?) (2001)
- Collateral Damage (Efeito Colateral) (2002)
- Empire (Império) (2002)
- Ice Age (A Era do Gelo) (2002) (voz)
- Point of Origin (TV) (2002)
- Spun (2002)
- Undefeated (TV) (2003)
- Crónicas (2004)
- Assault on Precint 13 (Assalto à 13ª DP) (2005)
- Land of the Dead (Terra dos Mortos) (2005)
- The Honeymooners (2005)
- Sueño (2005)
- Ice Age 2: The Meltdown (A Era do Gelo 2) (2006)
- The Groomsmen (2006)
- Love in the Time of Cholera (O Amor nos Tempos do Cólera) (2007)
- Paraiso Travel (2007)
- The Ministers (2007)
- The Babysitters (2007)
- In search of justice(2007)
- The Happening (2008)
- Nothing Like the Holidays (2008)
- Ice Age 3: Dawn of the Dinosaurs(A Era do Gelo 3)(2009)
- Gamer  (2009)
- ,,Repo men (2010))
- Vanishing on Seventh Street (Mistério da Rua 7) (2011)
- Ice Age 4: Continental Drift (A Era do Gelo 4) (2012)
- Kick-Ass 2 (2013)
- Chef (2014)
- John Wick (2015)
- John Wick: Chapter Two (2017)
- Somos Anormales (2017, vídeo musical)
- The Sun Is Also a Star (2019)
- Encanto como Bruno Madrigal (Voz, 2021)

## Prêmios
- 1995: Globo de Ouro de Melhor Ator Coadjuvante, por To Wong Foo, Thanks for Everything! Julie Newmar (indicado).